# Krohn Racing

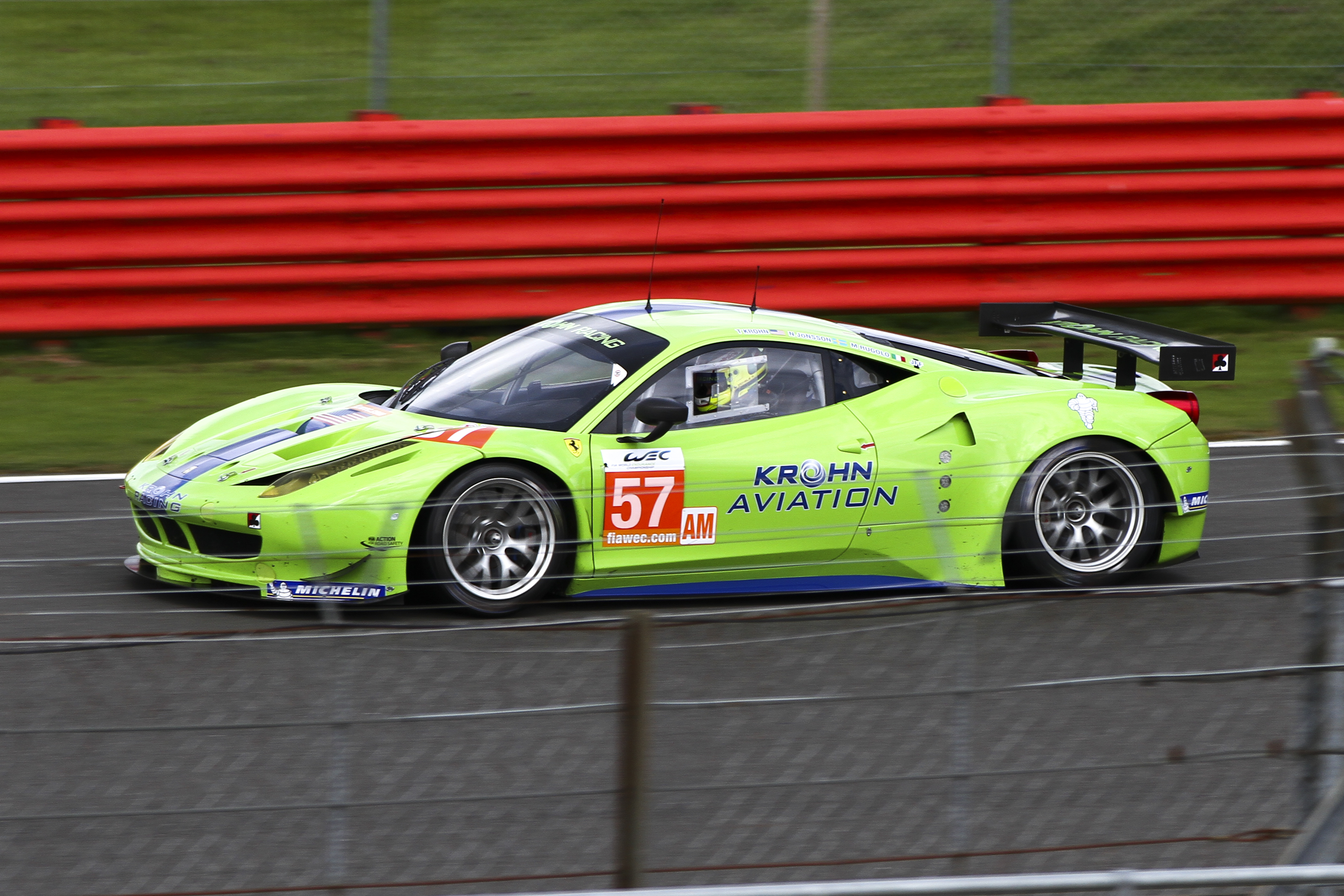
La Ferrari 458 Italia aux 6 Heures de Silverstone 2012.

Krohn Racing est une écurie de course automobile américaine basée à Houston (Texas), elle est fondée par le milliardaire Tracy Krohn. Elle participe au championnat American Le Mans Series et Rolex Sports Car Series.
Après plusieurs saisons de collaboration avec Risi Competizione, l'écurie participe pour la première fois en 2011 aux 24 Heures du Mans et à l'Intercontinental Le Mans Cup sous ses propres couleurs dans la catégorie GTE Am.

## Palmarès

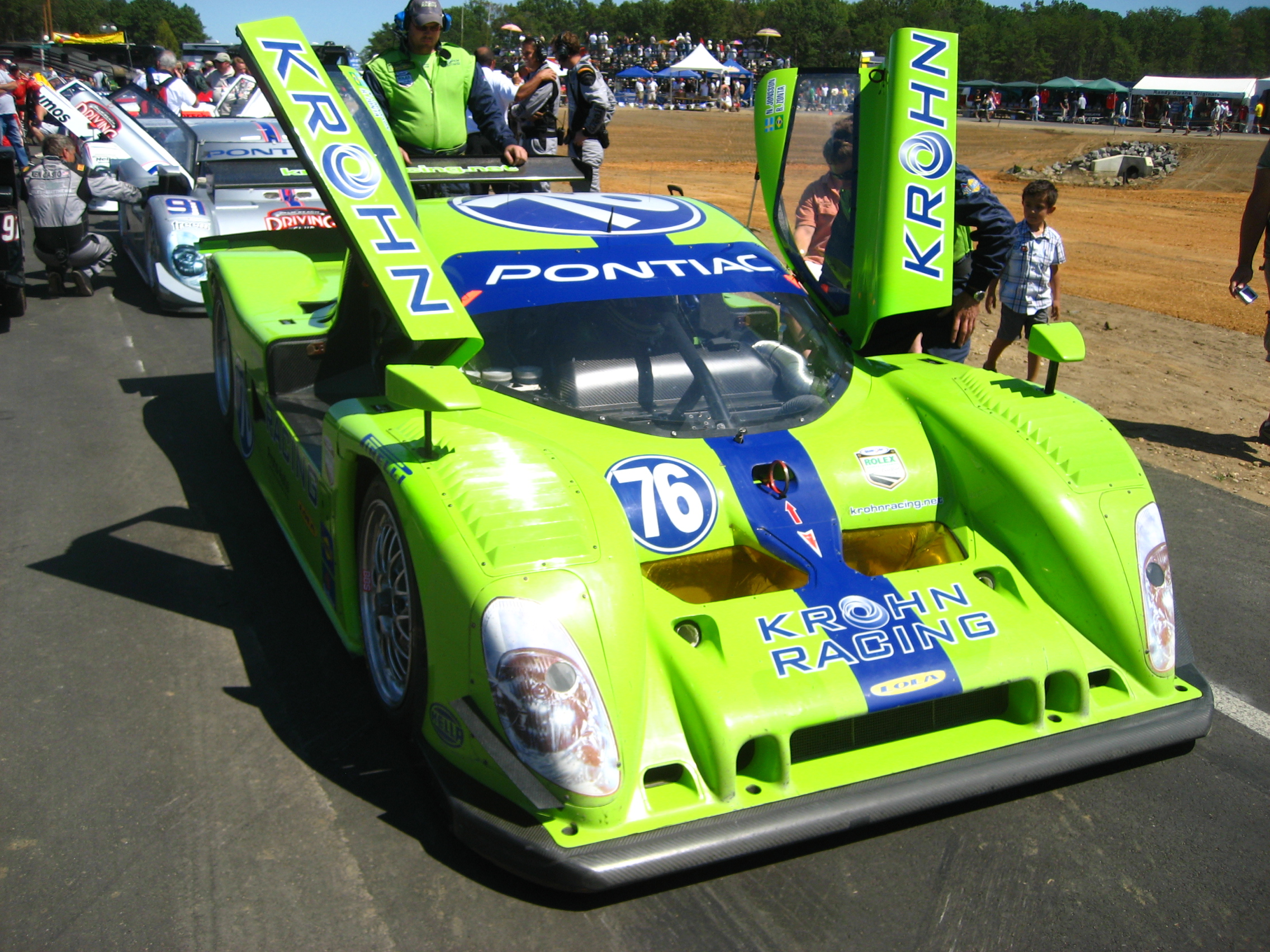
La Lola-Pontiac 2008.

- Vainqueur du classement pilote de Rolex Sports Car Series en 2006 avec Jörg Bergmeister
- Vice-champion par équipe de Rolex Sports Car Series en 2006
- Vainqueur des 6 Heures de Watkins Glen en 2005 et 2006
- Vainqueur des 12 Heures de Sebring et du Petit Le Mans dans la catégorie GTE Am en 2011
- 28° au classement général des 24 heures du mans 2014 et 10° dans la catégorie GTE Am
- 32° au classement général des 24 heurs du mans 2015 et 12° dans la catégorie LMP2

## Résultats en Championnat du monde d'endurance FIA
| Saison | Écurie       | Châssis                | Moteur           | Pneus           | Numéro | Courses | Courses | Courses | Courses | Courses | Courses | Courses | Courses | Points inscrits | Classement |
| Saison | Écurie       | Châssis                | Moteur           | Pneus           | Numéro | 1       | 2       | 3       | 4       | 5       | 6       | 7       | 8       | Points inscrits | Classement |
| ------ | ------------ | ---------------------- | ---------------- | --------------- | ------ | ------- | ------- | ------- | ------- | ------- | ------- | ------- | ------- | --------------- | ---------- |
| 2012   | Krohn Racing | Ferrari 458 Italia GT2 | Ferrari 4.5 L V8 | Dunlop Michelin | 57     | SEB     | SPA     | LMS     | SIL     | SÃO     | BHR     | FUJ     | SHA     | 119             | 3e         |
| 2012   | Krohn Racing | Ferrari 458 Italia GT2 | Ferrari 4.5 L V8 | Dunlop Michelin | 57     | 5e      | 7e      | 3e      | 3e      | Abd     | 3e      | 2e      | 3e      | 119             | 3e         |
| 2013   | Krohn Racing | Ferrari 458 Italia GT2 | Ferrari 4.5 L V8 | Michelin        | 57     | SIL     | SPA     | LMS     | SÃO     | CDA     | FUJ     | SHA     | BHR     | 32              | 8e         |
| 2013   | Krohn Racing | Ferrari 458 Italia GT2 | Ferrari 4.5 L V8 | Michelin        | 57     | 6e      | 8e      | Abd     | 5e      | 8e      | 6e      | Abd     | Abd     | 32              | 8e         |